# Route départementale 6 (Alpes-de-Haute-Provence)
Pour les articles homonymes, voir Route départementale 6.
La route départementale 6, abrégée en RD 6 ou D 6, est une des Routes des Alpes-de-Haute-Provence, qui relie Pierrevert à Riez.

## Tracé de Pierrevert à Riez
- Régusse, commune de Pierrevert
- Pierrevert
- de Manosque à Plan de Manosque, commune de Valensole (par la RD 907)
- Valensole
- Riez